# Očinići
Očinići är en ort i Montenegro. Den ligger i den sydvästra delen av landet. Očinići ligger 772 meter över havet och antalet invånare är 112.
Terrängen runt Očinići är kuperad åt nordost, men åt sydväst är den bergig. Närmaste större samhälle är Cetinje, 4,1 km norr om Očinići. Omgivningarna runt Očinići är en mosaik av jordbruksmark och naturlig växtlighet.